# 賀琳·安德森
賀琳·安德森（Harlene Anderson，1942年—）是美國的一位心理學家，被公認為婚姻治療及家庭治療的領導者，並發展出後現代的合作取向治療，在世界各地舉行了大量的研討會及講座。由於對家庭治療上的傑出貢獻，1995年及1997被休士頓婚姻家庭協會分別頒贈傑出貢獻獎及終身成就獎，2000年被美國婚姻家庭治療協會授予婚姻家庭治療傑出貢獻獎及2008年美國家庭治療協會授予家庭治療理論和實踐卓越貢獻獎。